# Escaphiella gertschi
Espèce
Synonymes
- Scaphiella gertschi Chickering, 1951

Escaphiella gertschi est une espèce d'araignées aranéomorphes de la famille des Oonopidae.

## Distribution
Cette espèce se rencontre au Panama, en Colombie, au Venezuela et en Jamaïque.
Elle a été introduite aux îles Galápagos.

## Description
Le mâle décrit par Platnick et Dupérré en  2009 mesure 1,30 mm et la femelle 1,37 mm.

## Étymologie
Cette espèce est nommée en l'honneur de Willis John Gertsch.

## Publication originale
- Chickering, 1951 : The Oonopidae of Panama. Bulletin of The Museum of Comparative Zoology, no 106, p. 207-245 (texte intégral).